# Sveriges ambassad i Tirana
Sveriges ambassad i Tirana är Sveriges diplomatiska beskickning i Albanien som är belägen i landets huvudstad Tirana. Beskickningen består av en ambassad, ett antal svenskar utsända av Utrikesdepartementet (UD) och lokalanställda. Ambassadör sedan 2023 är Niklas Ström.

## Verksamhet
Ambassaden i Tirana uppgraderades från sektionskansli till ambassad i december 2010. Ambassadens huvudinriktning är politisk/ekonomisk rapportering och dialog samt utvecklingssamarbete med Albanien.

## Beskickningschefer
| Namn             | Period    | Funktion               | Anmärkning                                  |
| ---------------- | --------- | ---------------------- | ------------------------------------------- |
| Lennart Finnmark | 1969–1975 | Ambassadör             | Sidoackrediterad från ambassaden i Belgrad. |
| Axel Lewenhaupt  | 1975–1978 | Ambassadör             | Sidoackrediterad från ambassaden i Belgrad. |
| Bertil Arvidson  | 1978–1982 | Ambassadör             | Sidoackrediterad från ambassaden i Belgrad. |
| Lennart Myrsten  | 1982–1987 | Ambassadör             | Sidoackrediterad från ambassaden i Belgrad. |
| Jan af Sillén    | 1987–1992 | Ambassadör             | Sidoackrediterad från ambassaden i Belgrad. |
| Ola Ullsten      | 1992–1996 | Ambassadör             | Sidoackrediterad från ambassaden i Rom.     |
| Torsten Örn      | 1996–1998 | Ambassadör             | Sidoackrediterad från ambassaden i Rom.     |
| Göran Berg       | 1998–2002 | Ambassadör             | Sidoackrediterad från ambassaden i Rom.     |
| Staffan Wrigstad | 2002–2006 | Ambassadör             | Sidoackrediterad från ambassaden i Rom.     |
| Anders Bjurner   | 2006–2008 | Ambassadör             | Sidoackrediterad från ambassaden i Rom.     |
| Lars Fredén      | 2008–2010 | Ambassadör             | Sidoackrediterad från ambassaden i Skopje.  |
| Lars Wahlund     | 2010–2013 | Ambassadör             | Sidoackrediterad från ambassaden i Skopje.  |
| Patrik Svensson  | 2010–2015 | Chargé d’affaires a.i. |                                             |
| Mats Staffansson | 2013–2016 | Ambassadör             | Sidoackrediterad från ambassaden i Skopje.  |
| Johan Ndisi      | 2015–2016 | Chargé d’affaires a.i. | [ 5 ] [ 6 ]                                 |
| Johan Ndisi      | 2016–2019 | Ambassadör             |                                             |
| Elsa Håstad      | 2019–2023 | Ambassadör             |                                             |
| Niklas Ström     | 2023–     | Ambassadör             |                                             |